# SpongeBob SquigglePants
SpongeBob SquigglePants, também conhecido como Spongebob SquigglePants 3D na recriação do Nintendo 3DS, é um jogo eletrônico de ação baseado na série animada de mesmo nome, desenvolvido pela WayForward Technologies e publicado pela THQ. O jogo foi anunciado pela primeira vez em 23 de março de 2011, sendo lançado para o console Wii na América do Norte em 12 de abril de 2011, na Austrália em 14 de abril de 2011 e na Europa em 15 de abril de 2011. A versão para Nintendo 3DS foi lançada em 17 de maio de 2011 na América do Norte, e em 27 de maio de 2011, na Europa.
Este é o quarto jogo a utilizar o acessório uDraw GameTablet e o conceito da série WarioWare, consistindo em uma gama de minijogos. SpongeBob SquigglePants também conta com aparições do pirata Patchy, o presidente do fã-clube do personagem, como seu anfitrião em live-action.

## Visão geral
SpongeBob SquigglePants consiste em mais de 100 minijogos (ou nano-jogos) que requerem o uso do uDraw GameTablet. Cada jogo tem um limite de tempo de alguns segundos e só pode ser tentado cinco vezes antes de falhar. Exemplos incluem "Flying Disc of the Deep", "That Takes the Spongecake" e "A Bridge Abridged".
O jogo também conta com aparições do pirata Patchy, o presidente do fã-clube de SpongeBob, como seu anfitrião em live-action. Patchy orienta os jogadores através do jogo e faz aparições surpresa e interage com os mesmos enquanto eles jogam os minijogos. SpongeBob SquigglePants também permite aos jogadores desenhar, pintar e colorir digitalmente com uma função de desenho de forma livre, ou escolher entre várias estampas com tema do seriado. Com a capacidade exclusiva do uDraw de exportar artes para o cartão SD do sistema Wii, os jogadores também podem colocar seus desenhos em um lugar na própria coleção de arte do personagem - ou em sua própria geladeira. A capacidade do cartão SD também permite compartilhar arte com amigos via e-mail ou salvá-la em computadores.

## Desenvolvimento
A versão para Wii foi anunciada em 12 de abril de 2011, através de um comunicado oficial da THQ. Manuel queria que os jogadores capturassem "a diversão e a emoção de SpongeBob e seus amigos e fornecessem aos fãs uma nova maneira de experimentar o mundo de Bikini Bottom".
O jogo também foi projetado para abranger os fãs de estilos da Nickelodeon, incluindo "B-Movie", inspirado nos dias de cinema drive-in e filmes de terror; "Sketch Bob", que dá aos habitantes da cidade um visual de estilo à mão livre; "Simply Bob", uma interpretação estilizada e abstrata da vida sob o mar; e muitos outros. A versão para 3DS foi anunciada originalmente no final de março de 2011.

## Recepção
A versão do jogo para Nintendo Wii recebeu críticas mistas, obtendo uma pontuação de 57/100 no Metacritic, com base em doze revisões. Na análise do contribuinte do Common Sense Media, Christopher Healy, o jogo recebeu quatro de cinco estrelas. Healy advertiu os pais sobre a violência em alguns dos minijogos, mas o elogiou por sua facilidade e mensagens sobre arte. Em uma revisão para o USA Today em 25 de abril de 2011, Jinny Gudmundsen Gannett classificou o jogo com três de quatro estrelas e afirmou que o jogo valeu a pena por causa de sua jogabilidade inovadora. Na análise de Jeff Buckland para o Atomic Gamer, em 10 de maio de 2011, o jogo recebeu uma pontuação geral de seis em dez, escrito: "SpongeBob SquigglePants" é um ótimo jogo para mostrar esse dispositivo, especialmente com o enorme número de maneiras que se utilizar o tablet e até mesmo zomba de outros consoles mais 'maduros'. Não será muito atraente para um adulto, mas este é um presente fantástico para um pequeno fã do seriado".
Em contrapartida, o Cheat Code Central deu uma pontuação de 2,9 de 5, criticando a música repetitiva e o valor médio de jogo, afirmando que "este minijogo não funciona, a maioria dos minijogos pelo menos funciona, mas o problema é que os controles simplesmente não são tão intuitivos. A versão para Nintendo 3DS também recebeu críticas mistas, obtendo uma pontuação de 69,29% no GameRankings. Dave Rudden, da GamePro, deu ao jogo 3 estrelas, afirmando que "a THQ e a Wayforward Technologies merecem algum crédito por fazer um jogo que parece tão próximo de um esforço primitivo quanto qualquer coisa vista no 3DS, como SpongeBob SquigglePants é o mais próximo que qualquer jogo já chegou de combinar com a fórmula WarioWare. Infelizmente, a falta de novas ideias, conteúdo e valiosos efeitos 3D do jogo tiram qualquer valor dessa esponja."